# Trichostomum tisserantii
Trichostomum tisserantii là một loài Rêu trong họ Pottiaceae. Loài này được (P. de la Varde) R.H. Zander miêu tả khoa học đầu tiên năm 1993.